# Hedvig Ulrika De la Gardie

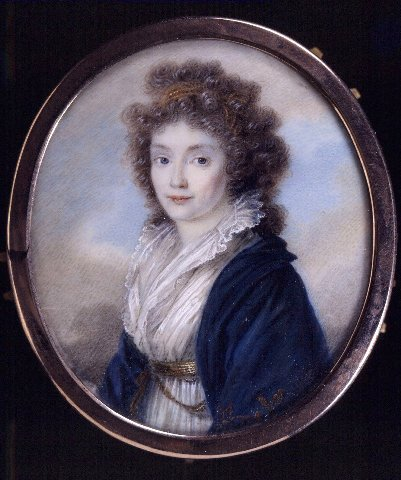
Hedvig Ulrika De la Gardie, Gemälde aus den 1790er Jahren

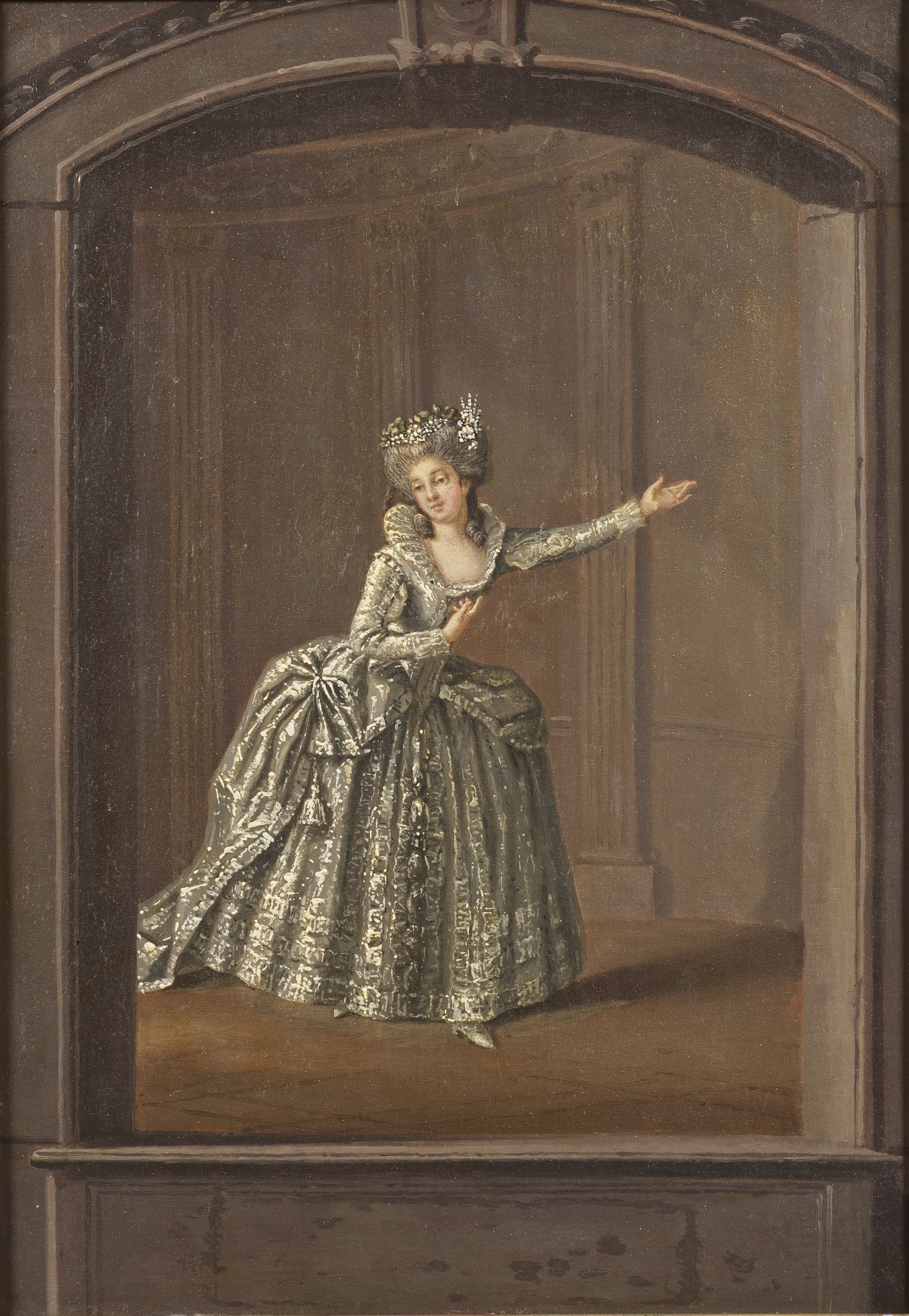
Hedvig Ulrika De la Gardie als Schauspielerin als Teil der Amateurtheatergruppe der Adliogen am Hof Gustav III., Gemälde von Pehr Hilleström d. Ä., Schwedisches Nationalmuseum.

Hedvig Ulrika De la Gardie (* 29. November 1761 in Stockholm; † 7. Februar 1832 ebenda) war eine schwedische Gräfin und Hofdame. Sie war verheiratet mit Gustaf Mauritz Armfelt. Sie war Hofdame von Königin  Sofia Magdalena und Hovmästarinna (Hofmeisterin) von Gustav IV. Adolf während seiner Zeit als Kronprinz. Sie war Riksrådinna (verheiratet mit einem Ratsherrn) und Överhovmästarinna (Oberhofmeisterin) der Kinder von Gustav IV. Adolf. Sie war auch Hofdame von Elisabeth Alexejewna, der Kaiserin von Russland.

## Leben
Hedvig Ulrika De la Gardie war das sechste Kind von Graf Carl Julius De la Gardie und Gräfin Magdalena Christina Stenbock; ihre Mutter war von 1776 bis 1797 Hofmeisterin von Sophie Albertine von Schweden.
Sie wurde Hofdame von Königin Sofia Magdalena. Während dieser Zeit spielte sie eine wichtige Rolle im Amateurtheaters am Hof von Gustav III. Dort spielte sie neben Caroline Lewenhaupt, Carl von Fersen, Nils Barck, Maria Aurora Uggla, Otto Jacob von Manteuffel Zöge, Bror Cederström und den Schwestern Ulla von Höpken und Augusta Löwenhielm.
In einer vom König arrangierten Ehe heiratete sie am 7. August 1785 den Favoriten des Königs, Gustaf Mauritz Armfelt auf Schloss Drottningholm. Armfelt soll sie zwar mit Respekt behandelt, aber nicht geliebt haben. Er soll eine Affäre mit Magdalena Rudenschöld gehabt haben und versprochen haben, sie zu heiraten. De la Gardie hingegen soll außerordentlich in Armfelt verliebt gewesen sein und war später ihm gegenüber sehr loyal.
Das Paar hatte acht Kinder, von denen ein Zwillingspaar (1788) und zwei weitere Söhne (1799, 1796) als Neugeborene starben. Das Erwachsenenalter erreichten Gräfin Maria Magdalena Catharina Augusta Armfelt (1786–1845), Graf Gustaf Magnus Armfelt (1792–1856) und später Generalmajor, Graf Alexander Armfelt (1794–1876) später Staatssekretärin und Wirklicher Geheimer Rat und Graf Carl Magnus Wilhelm Armfelt (1797–1878).
Als Gustav III. starb, bestimmte er Armfelt als Statthalter für seinen unmündigen Sohn und Nachfolger Gustav IV. Adolf, doch im Zuge der Auseinandersetzungen mit Herzog Karl, dem Bruder Gustavs III. und späteren als Karl XIII., mussten er und De la Gardie 1792 nach Neapel fliehen. Spione deckten Pläne Armfelts für einen Staatsstreich auf und er wurde 1794 in Abwesenheit zum Tode verurteilt, aber von Neapel nicht an Schweden ausgeliefert. De la Gardie reiste 1794 durch Italien und Polen nach Riga, wo sie bei einem Verwandten in Livland wohnte. Während der Reise wurde sie in Rom und Venedig mehrmals fast verhaftet, weil gegen ihren Mann ein Haftbefehl vorlag. Herzog Karl gewährte ihr jedoch ein Reisegeld und gestattete ihr, ihre Pension als Hofdame zu behalten. Der Armfeltsche Besitz in Schweden wurde beschlagnahmt und ging an seine Kinder. Aufgrund der Verurteilung des Ehemannes wurde De la Gardie als Vormund der Kinder betrachtet. Es wurde ihr jedoch untersagt, den Namen ihres Mannes zu tragen oder in Schweden zu wohnen, so dass sie in Finanzfragen in Schweden von Hans Axel von Fersen vertreten wurde.
Dem Ehepaar wurde in Riga angekündigt, dass sie unter dem Schutz von Kaiserin Katharina II. in Kaluga leben könnten. Die Stadt wurde zu der Zeit als Aufenthaltsort für Verbannte genutzte. 1796 reiste De la Gardie nach St. Petersburg, um den neuen Zaren um bessere Bedingungen zu bitten, scheiterte jedoch. Als Gustav IV. Adolf an die Macht kam, bat sie um die Erlaubnis, nach Schweden zurückzukehren. Sie kehrte 1797 nach Schweden zurück und erhielt die Erlaubnis, den Nachnamen ihres Mannes zu führen und in Schweden zu bleiben, sowie die Erlaubnis für ihren Mann, sich außerhalb Schwedens und Russlands aufzuhalten, und die Aussetzung der aktiven Verfolgung. Nach schwierigen Bemühungen erhielt sie vom Zaren die Erlaubnis, dass ihr Mann Russland verlassen durfte, und sie traf ihn in Livland und ging 1798 nach Berlin.
De la Gardie kehrte 1799 nach Schweden zurück. Sie erhielt den Rang einer Beraterin der Königin und wurde zur Oberhofmeisterin des königlichen Hofes ernannt, ein Amt, das sie von 1799 bis 1803 innehatte. Sie nahm die Ernennung unter der Bedingung an, dass Armfelts Verbannung aufgehoben wird. Ihre Bedingung wurde im Jahr 1800 erfüllt, nachdem sie gedroht hatte, den Posten zu verlassen, falls die Vereinbarung nicht eingehalten werden würde. Armfelt wurde auch mitgeteilt, dass seine Verbannung um seiner Frau und seiner Mutter willen aufgehoben worden war. Sie wurde für ihre Loyalität zu Armfelt bewundert, während er selbst unbeliebt war und ihrer Loyalität nicht für würdig befunden wurde. 1803 wurde sie entlassen und erhielt den Titel einer Exzellenz, der früher den Oberhofmeistern der königlichen Familie verliehen wurde. Ihre Nachfolgerin wurde Christina Charlotta Stjerneld.
Armfelt blieb politisch aktiv: 1809 war er am Staatsstreich gegen Gustav IV. Adolf beteiligt, 1811 geriet er wieder in Gegensatz zu Karl XIII. und den von ihn adoptierten Thronfolger Jean Baptiste Bernadotte. De la Gardie versuchte, über Königin Hedwig Elisabeth Charlotta in seinem Namen Verhandlungen mit dem Thronfolger aufzunehmen. Die Königin sprach auch mit Bernadotte in ihrem Namen, jedoch zunächst ohne Erfolg. Als Armfelt 1811 das Land verlassen musste, kam De la Gardie 1812 nach und das Paar ließ sich in Russland nieder, wo sie in der Folgezeit Auszeichnungen und Titel erhielt.
Im Jahr 1814 wurde sie Kleinkreuz-Trägerin des Ordens der Heiligen Katharina. Sie war Hofdame der Zarin von Russland von 1820 bis 1822. Ihre letzten Lebensjahre verbrachte sie in Schweden. Sie ist im Familiengrab der Armfelts in der Kirche von Halikko in Varsinais-Suomi beigesetzt.